# 아이치정
아이치정(愛知町)은 아이치현 아이치군에 설치되었던 정이다. 현재의 나고야시 나카가와구 북부, 나카무라구 동부에 해당한다.